# Ottley’s
Ottley’s ist eine Siedlung auf der Insel St. Kitts im Inselstaat St. Kitts und Nevis in der Karibik.

## Geographie
Die Siedlung liegt im Parish Saint Mary Cayon zentral an der Nordküste der Insel. Das Ortsgebiet wird bestimmt durch den Verlauf des Ottleys Gut und liegt zwischen Cayon und Tabernacle.